# Workin' with the Miles Davis Quintet
| 전문가 평가                          | 전문가 평가 |
| 평가 점수                            | 평가 점수   |
| 출처                                 | 점수        |
| ------------------------------------ | ----------- |
| All About Jazz                       | favorable   |
| AllMusic                             | [ 6 ]       |
| DownBeat                             | [ 7 ]       |
| The Encyclopedia of Popular Music    | [ 8 ]       |
| Tom Hull                             | A−          |
| The Penguin Guide to Jazz Recordings | [ 10 ]      |
| The Rolling Stone Album Guide        | [ 11 ]      |
| The Rolling Stone Jazz Record Guide  | [ 12 ]      |

《Workin' with the Miles Davis Quintet》은 1956년에 녹음되어 1960년 1월경에 발매된 미국의 재즈 트럼펫 연주자 마일스 데이비스의 스튜디오 음반이다. 1956년 5월 11일과 같은 해 10월 26일 두 번의 세션으로 《Relaxin' with the Miles Davis Quintet》, 《Steamin' with the Miles Davis Quintet》, 《Cookin' with the Miles Davis Quintet》이라는 네 장의 음반이 탄생했다.
〈Four〉는 데이비스가 에디 빈슨을 위해 작곡한 곡이다. 〈Trane's Blues〉 (블루 노트 레코드 설립자 프랜시스 울프의 강한 악센트의 평결을 혀로 내민 〈Vierd Blues〉로도 알려져 있음) 또한 사실 데이비스의 작품이며, 존 콜트레인 작곡(원래 제목은 〈John Paul Jones〉이며, 베이시스트 폴 체임버스가 이끄는 초기 세션에서 따온 것으로, 콜트레인과 데이비스는 찰리 파커의 〈The Hymn〉을 조금 연주한다)이다.

## 배경
1955년 그의 스타가 부상하면서, 데이비스는 색소폰 연주자 존 콜트레인, 피아니스트 레드 갈랜드, 베이시스트 폴 체임버스, 드러머 필리 조 존스를 특징으로 하는 새로운 퀸텟을 결성했다. 계약상의 의무를 이행하기 위해, 그는 네 장의 음반 《Workin'》, 《Cookin'》 , 《Relaxin'》 그리고 《Steamin' with the Miles Davis Quintet》에 걸쳐 발매된 퀸텟 곡들과 길고 즉흥적인 곡들을 녹음했다.

## 곡 목록
모든 곡들은 특별한 언급이 없는 한 마일스 데이비스에 의해 작곡하였다.
| #  | 제목                         | 작곡          | 재생 시간 |
| -- | ---------------------------- | ------------- | --------- |
| 1. | 〈It Never Entered My Mind〉 | 리처드 로저스 | 5:26      |
| 2. | 〈Four〉                     |               | 7:15      |
| 3. | 〈In Your Own Sweet Way〉    | 데이브 브루벡 | 5:45      |
| 4. | 〈The Theme (Take 1)〉       |               | 2:01      |

| #  | 제목                                     | 작곡        | 재생 시간 |
| -- | ---------------------------------------- | ----------- | --------- |
| 1. | 〈Trane's Blues (a.k.a. "Vierd Blues")〉 | 존 콜트레인 | 8:35      |
| 2. | 〈Ahmad's Blues〉                        | 아마드 자말 | 7:26      |
| 3. | 〈Half Nelson〉                          |             | 4:48      |
| 4. | 〈The Theme (Take 2)〉                   |             | 1:03      |